# Alejandro Pedro Sandoval Fontana
Alejandro Pedro Sandoval (Buenos Aires, 28 de diciembre de 1977) es una víctima de la sangrienta dictadura militar argentina (1976-1983). Es el nieto n.º 84 restituido por las Abuelas de Plaza de Mayo.
Nació en el centro clandestino de detención Campo de Mayo (en las afueras de Buenos Aires).
Fue apropiado ilegalmente por una pareja, que le puso el nombre de Alejandro Adrián Rei.

## Sus padres
Pedro Fabián Sandoval ―el padre de Alejandro― había nacido en Nogoyá (provincia de Entre Ríos) el 8 de agosto de 1944.
Desde muy chico empezó a trabajar, y también comenzó su militancia social; tenía mucha formación política, era un gran autodidacta. Sabía cantar y tocar muy bien la guitarra. Vivía en Caseros, y cuando ingresó a trabajar a la fábrica Sudamtex
y allí desarrolló su militancia sindical (fue sindicalista). Se casó con Alicia Rabinovich, con quien tuvieron dos hijos: Fernando y Abel (que son medio hermanos de Alejandro Sandoval). Trabajó como albañil. Fue uno de los creadores del MR17 (Movimiento Revolucionario 17 de Octubre) o FR17 (Frente Revolucionario 17 de Octubre).
Liliana Fontana ―la madre de Alejandro― había nacido en la ciudad de Viale (provincia de Entre Ríos) el 21 de diciembre de 1956. Era la segunda de los tres hermanos Fontana y muy compinche con su hermano mayor. Hizo la primaria en la Escuela N.º 60, pero a los 11 años, por razones de trabajo de su padre, se mudaron a Villaguay, donde terminó la primaria. A los 13  años de edad, se mudó con su familia a Caseros (provincia de Buenos Aires), donde su padre trabajó de camionero. Liliana y su hermano mayor fueron al Colegio Nuestra Señora de la Merced, donde comenzaron a participar en el Club Juvenil y quisieron organizar el Centro de Estudiantes. Esto motivó la expulsión del hermano. Por solidaridad, Liliana decidió abandonar esa escuela. Ambos ingresaron a la Escuela Nocturna N.º 2 «José Hernández», de Caseros. Allí sí pudieron organizar el Centro de Estudiantes. Este fue el principio de una militancia cada vez más comprometida. Cuando terminó la secundaria, en 1974, Liliana empezó a trabajar en la fábrica Wella, donde desarrolló su militancia sindical. Liliana era una joven muy creativa a la que le gustaba leer, escuchar música, tocar la guitarra, actuar y bailar.
Liliana y Pedro se conocieron en un bar de Hurlingham[cita requerida] (que más tarde ―por casualidad― sería visitado continuamente por Alejandro en su adolescencia, mientras estudiaba en la escuela secundaria).

Querían un mundo mejor. Pedro tenía dos hijos de un matrimonio anterior. Se estaban construyendo una casita donde recibir al primer hijo, que esperaban con alegría. El día del secuestro había comprado lana para tejerle al bebé.
Silvia Fontana (hermana de Liliana), en una entrevista publicada por el diario Página/12 en 1988

## El secuestro y desaparición de sus padres
El 1 de julio de 1977 ambos padres de Alejandro (de 20 y 33 años de edad) estaban compartiendo una cena familiar en la casa de los abuelos de Alejandro, en Caseros (provincia de Buenos Aires), a pocos kilómetros de la Capital Federal.
Según cuentan los familiares, se escucharon fuertes golpes en la puerta de acceso a la vivienda y en cuestión de segundos cuatro individuos ―vestidos de civil para no ser identificados, aunque se cree que uno de ellos pudo haber sido Samuel Cobani Miara (1944-, conocido por estar involucrado en la venta de varios bebés hijos de desaparecidos)―, con armas cortas y largas se llevaron a Pedro y Liliana. Liliana estaba embarazada de dos meses y medio.
Fueron llevados de inmediato al centro clandestino de detención Club Atlético, que funcionó durante todo el año 1977 en los sótanos del edificio de Suministros de la Policía Federal, en avenida Paseo Colón esquina Cochabamba, cerca del centro de la Capital Federal.
El padre fue trasladado en varias ocasiones desde ese centro clandestino hacia otros campos de concentración que existieron en la Argentina entre 1976 y 1983. Fue interrogado hasta mediados del mes de octubre de 1977, donde fue asesinado en un «vuelo de la muerte» (lanzado vivo desde un avión militar a gran altura en el Río de la Plata).
El 26 de diciembre de 1977 (dos días antes del cierre del campo de concentración Club Atlético), Liliana Fontana fue trasladada a la «maternidad» de Campo de Mayo. Según declaraciones de otros desaparecidos, antes habría pasado por la ESMA (Escuela Superior de Mecánica de la Armada, cerca del centro de Buenos Aires).
Se cree que el parto sucedió el 28 de diciembre de 1977, debido a que el día 26, su madre ―Liliana Clelia Fontana Deharbe, actualmente desaparecida― llegó a Campo de Mayo, trasladada desde el centro clandestino de detención Club Atlético. Sandoval vivió tres meses con ella, en cautiverio.
Según declaraciones, cuando los detenidos del Club Atlético llegaron al centro clandestino de detención El Banco, el Turco Julián (el conocido torturador Julio Simón) le dijo a uno de sus compañeros torturadores: «¿Te acordás de la rubita [mujer con pelo rubio]? Tuvo un varón».

## La apropiación
El 4 de abril de 1978, Alejandro Fontana fue «apropiado» por un jefe de Gendarmería, Víctor Enrique Rei (1941−), y su esposa Alicia B. Arteach de Rei.
Rei se había graduado en la Escuela Superior de Guerra (de Argentina) y hacía tres años (en 1973) había egresado de la Escuela de las Américas (un centro de contrainsurgencia o contraguerrilla que Estados Unidos mantenía en la zona estadounidense del Canal de Panamá y donde estudiaron la mayoría de los dictadores latinoamericanos); tenía un cargo de «miembro honorario» de la rama de Inteligencia del Ejército estadounidense. Participó en el tristemente célebre Operativo Independencia (1975-1976) en la provincia de Tucumán, a las órdenes de los generales Acdel Vilas y Domingo Bussi. En el año 1978 estaba destinado en la sede del I Cuerpo ―en Campo de Mayo―.
Esta pareja se presentó en el Regimiento Patricios ―conocido como «El Maldonadito»―, donde cumplieron varios requisitos: un «informe ambiental» de adopción legal (que exigía que los padres tuvieran casa propia, pertenecieran a las fuerzas armadas, fueran católicos y estuvieran casados por iglesia) y la entrega de una suma de dinero.
Alejandro fue descrito como «Alejandro NN, entrerriano» (lo que significaba que sus padres eran oriundos de la provincia argentina de Entre Ríos), de tres meses de nacido que estaba junto a su madre en Campo de Mayo.
Al día siguiente le dijeron lugar y hora de donde tenía que retirar al «NN entrerriano».
En la entrega intervino el cardiólogo Julio César Cáceres Monié ―médico militar (hermano del general Cáceres Monié) que confeccionó un acta de nacimiento falsa que aseguraba que el niño había nacido en el Hospital Militar de Buenos Aires. 
Les presentaron dos bebés traídos directamente de Campo de Mayo: uno era Alejandro, de poco más de tres meses de edad; la otra era una beba con el cordón umbilical todavía unido al cuerpo. A la esposa de Rei no le gustaban los recién nacidos, por lo que optó solo por Alejandro.
En el año 2010, Alejandro diría: «Ellos decían que habían hecho una adopción, pero en realidad era como nos robaban a nosotros».
Hay declaraciones de exdesaparecidos que indican que después de que Alejandro fue entregado, su madre Liliana Fontana fue llevada a los Vuelos de la Muerte y lanzada desde un avión al Río de la Plata.
Alejandro fue criado en la zona de Hurlingham (en el Gran Buenos Aires).
Nunca sospechó de sus orígenes. Cuando le mostraban fotos de cuando era bebé, sus apropiadores le decían que «había sido un bebé grande» (ya que tenía tres meses más que lo que sus apropiadores le decían).
En una ocasión, hacia 1984 (cuando tenía 7 años de edad), una señora pasó en un auto por la puerta de su casa y le dijo: «Subí nene, soy tu abuela».
Cuando Alejandro tenía 8 o 9 años conoció ―jugando en Campo de Mayo― a dos niños que más tarde sabría que eran hijos de desaparecidos y apropiados por militares, que ahora han restituido su identidad: Francisco Madariaga y Martín Amarilla: «No creo en la casualidad ―dice Alejandro―: creo en la causalidad».
Con los años se convirtió en jugador de rugby (en el Club de Rugby de Curupaití, en Hurlingham), y estudió Tecnicatura en Sistemas.
Siempre odió al hermano de su apropiador, a quien durante muchos años supuso como tío biológico, un militar del Batallón 601, que estuvo en el campo de concentración La Perla, en el que posiblemente estuvo desaparecido su padre.
Por casualidad, el militar hermano de Rei estuvo designado en un centro militar justo frente al campo de concentración Club Atlético, donde estuvieron sus padres.

## Recuperación de su identidad
La desaparición de Pedro Sandoval y Liliana Fontana y la apropiación de su hijo es una vieja denuncia de Abuelas de Plaza de Mayo.
La denuncia la realizaron María Isabel Chorobik de Mariani (expresidenta de Abuelas de Plaza de Mayo) y dos tías de Alejandro. Durante la instrucción el exjefe de Gendarmería aseguró ser padre biológico del joven y presentó el acta de nacimiento falsa.
Rei ―exjerarca de Gendarmería (se había retirado en 1990, a los 49 años de edad)― aportó una foto de su esposa con un vestido que cubría una panza de embarazada.
En el juicio, el excomandante Rei trató de demostrar que Alejandro era su hijo biológico, presentando la partida falsa de nacimiento. Pero luego, al declarar, Rei dijo que el parto había sido en una clínica privada, en un domicilio que más tarde se comprobó inexistente.
Rei quedó acusado por los presuntos delitos de sustracción, ocultamiento y retención de un menor de diez años, supresión del estado civil, y falsedad ideológica de documento público, por los cuales en una hipotética condena podría recibir hasta 15 años de prisión.
Su esposa ha sido declarada insana mental por la Justicia y permanece en su domicilio a disposición del tribunal.
En el año 2004, Alejandro se enteró al mismo tiempo que era hijo adoptivo y posiblemente hijo de desaparecidos.
Alejandro manejaba una camioneta en la ruta de San Miguel a Hurlinghan con su apropiador (Víctor Rei), cuando este le pidió que parara:

Se largó a llorar, me dijo que me estacionara. Yo hice lo normal, empecé a consolarlo, y él que me pedía disculpas. Cuando se puso a llorar, le dije que tratara de calmarse. Yo me imaginaba que se había muerto un familiar o había pasado algo. Entonces me dijo que yo era adoptado e hijo de desaparecidos. En ese momento me quedé bloqueado, arranqué la camioneta, seguí el trayecto, llegamos a la casa, me bajé, y vi a la mujer de él, que lloraba. Yo le dije: «Está bien, no es nada». Seguí haciendo mi vida normal y cotidiana.
Alejandro Fontana

En esa época él ya no vivía con sus apropiadores. Un mes después leyó en el diario el nombre de Rei y entendió que había una causa y que Rei estaba detenido en Campo de Mayo. Meses después, Rei lo llamó desde su detención para avisarle que «se venía un allanamiento en 48 horas». Debido a su educación, Alejandro quería negarse a la extracción de sangre (con la que se averiguaría su ADN). Visitó a su apropiador en Campo de Mayo y este le dio una remera, una toalla, un cepillo de dientes y un peine. «Pero ya que está todo alterado, alteremos todo», dijo Alejandro. Entre risas tomaron al perro que su apropiador tenía en su residencia. Le pasaron el cepillo por los dientes, y el peine y la toalla por el pelo.
Dos días después los funcionarios del juzgado lo visitaron en su casa. Los hizo pasar, le pidieron los objetos, pero en el pedido agregaron una sábana. Se quedó tranquilo porque no tomaron la de la cama, sino una del placard, que había sido lavada en una lavandería. Tres o cuatro meses después el allanamiento se repitió, pero a las cuatro de la mañana (el análisis había indicado que Alejandro les había provisto de ADN de un perro).
En un principio, Alejandro era buscado por una familia marplatense. Pero el día 14 de julio del 2006 el Banco Nacional de Datos Genéticos informó a la jueza federal de Capital Federal, María Romilda Servini de Cubría, que el análisis había dado positivo. La jueza informó a la CoNaDI (Comisión Nacional por el Derecho a la Identidad) que estaban los resultados. El 7 de agosto de 2006, integrantes de la CoNaDI y del juzgado se reunieron con el joven para comunicarle que era hijo del matrimonio Sandoval-Fontana (con un 99.999 998 % de posibilidades) y que sus abuelos, tíos y primos lo buscaban desde el momento en que el Estado había hecho desaparecer a sus padres. Gracias a la alternativa de extracción de ADN de muestras no hemáticas (sin extracción de sangre) que contempla ahora la justicia, Alejandro pudo saber cuál era su origen y conocer a toda su familia.
En el encuentro Alejandro comprendía más lo que pasaba, pero estaba presa de una gran confusión, porque los apropiadores lo habían impulsado a ver a esa familia. Le decían: «Andá a conocerlos porque ellos no son tu familia». Alejandro ha dicho que hasta el día de hoy no entiende ese argumento ilógico. Por ese estado de confusión, de mentiras, le «agarró un ataque de locura» y pidió un nuevo examen genético en ese juicio en el que todavía no sabía si creer una u otra historia. Aquel resultado confirmó nuevamente los datos: «Fue ahí cuando pude cerrar ese manto de dudas para saber si era o no, un manto de dudas que esta persona [su apropiador Víctor Rei] generó en todos nosotros».
El día 7 de agosto del 2006, en el despacho de la jueza Servini de Cubría, vio por primera vez a su familia. Su abuela Chela Deharbe de Fontana ―una de las fundadoras de Abuelas de Plaza de Mayo― y su abuelo Rubén, ambos padres de su madre Lili. Al principio fue muy dura la aceptación de la realidad que le había tocado vivir, con 26 años de mentiras ininterrumpidas. Con el tiempo se fue reconociendo en su familia.
En el mes de junio de 2009 viajó a Viale (Entre Ríos), de donde era oriunda su madre y sus abuelos.
Es técnico en Sistemas, apasionado por la política, buen orador y buen lector. Vive en la Ciudad Autónoma de Buenos Aires (CABA).